# Ambarlı Limanı

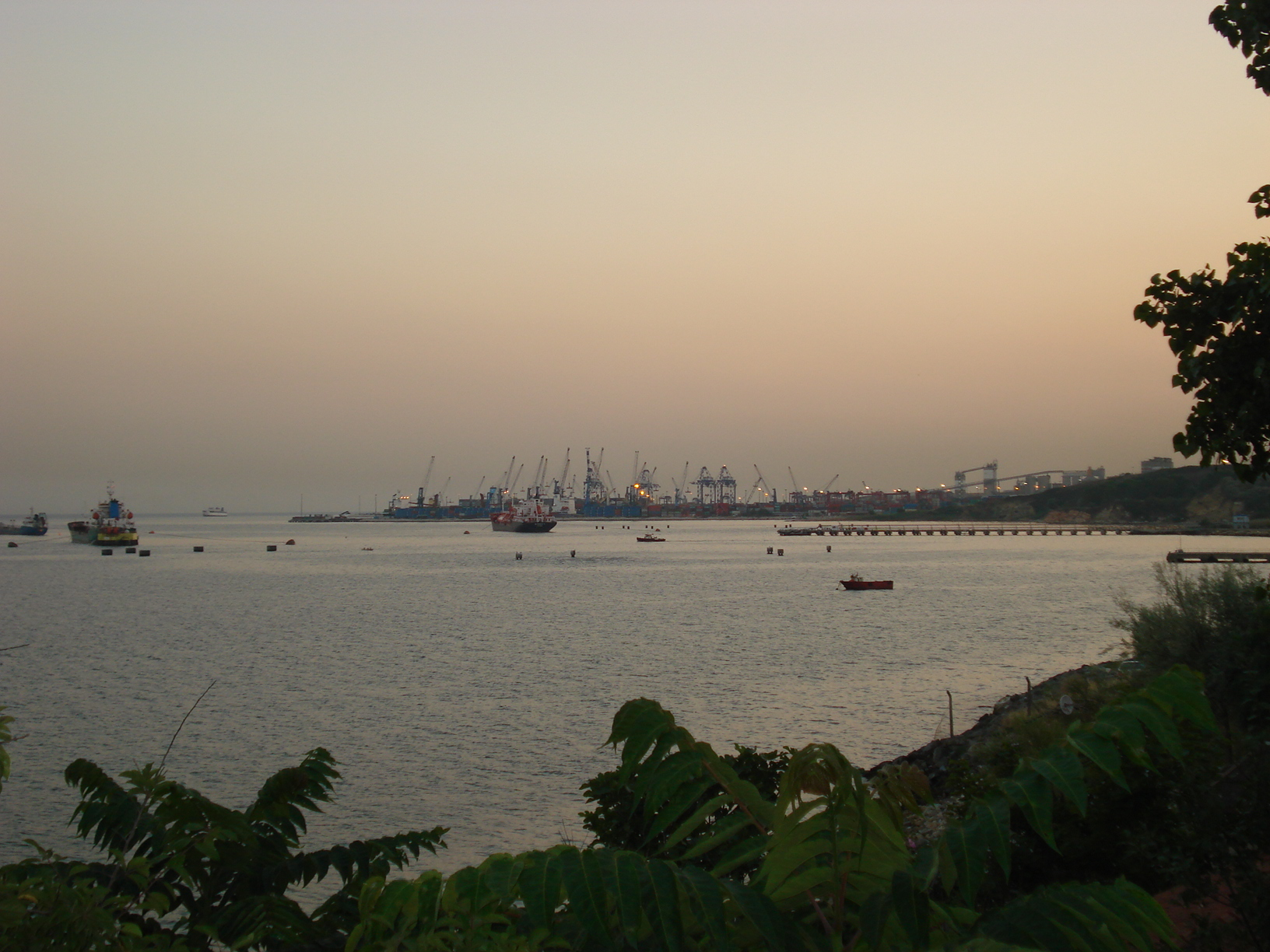
Ambarlı Limanı

Der Ambarlı Limanı ist der Hafen İstanbuls im Stadtteil Avcılar in der Türkei. Er ist der größte Hafen des Landes, nach der umgeschlagenen Tonnage von Schüttgut nahm er 2006 den ersten Platz ein. Im Hafen werden etwa 38 Prozent des türkischen Im- und Exports sowie 63 Prozent der Marmararegion abgewickelt. Er wird von der ALTAŞ Ambarlı Liman Tesisleri Tic. A.Ş. betrieben, die am 9. September 1992 gegründet wurde.
Über diesen Seehafen wird die Türkei mit Waren und Gütern aus Übersee versorgt. Er ist auf Containerumschlag spezialisiert. Der Ambarlı Limanı steht mit dem griechischen Hafen von Piräus in starker Konkurrenz, da beide als Universalhäfen ausgebaut sind und nicht weit voneinander entfernt liegen. Der Hafen von Piräus ist der größte Hafen in der Region.
Im Hafen sind in sieben Terminals etwa 9300 Mitarbeiter beschäftigt. 2007 hatte Ambarlı Limanı ein Exportvolumen von 24 Milliarden US-Dollar. Über den Hafen werden wichtige Erzeugnisse exportiert, die in der Türkei produziert wurden, z. B. Rohstoffe wie Gemüse, Obst oder Tabak. Des Weiteren ist der Hafen eine zentrale Anlaufstelle für die Versorgung İstanbuls und der Marmararegion mit Erdöl.